# Taieri
Le Taieri (anglais : Taieri River) est le quatrième plus long cours d'eau de la Nouvelle-Zélande. Situé dans la région d'Otago dans l'île du Sud, il coule sur 200 km depuis les monts Lammerlaw jusqu'à son embouchure sur le Pacifique 30 km au sud de la ville de Dunedin.

## Géographie

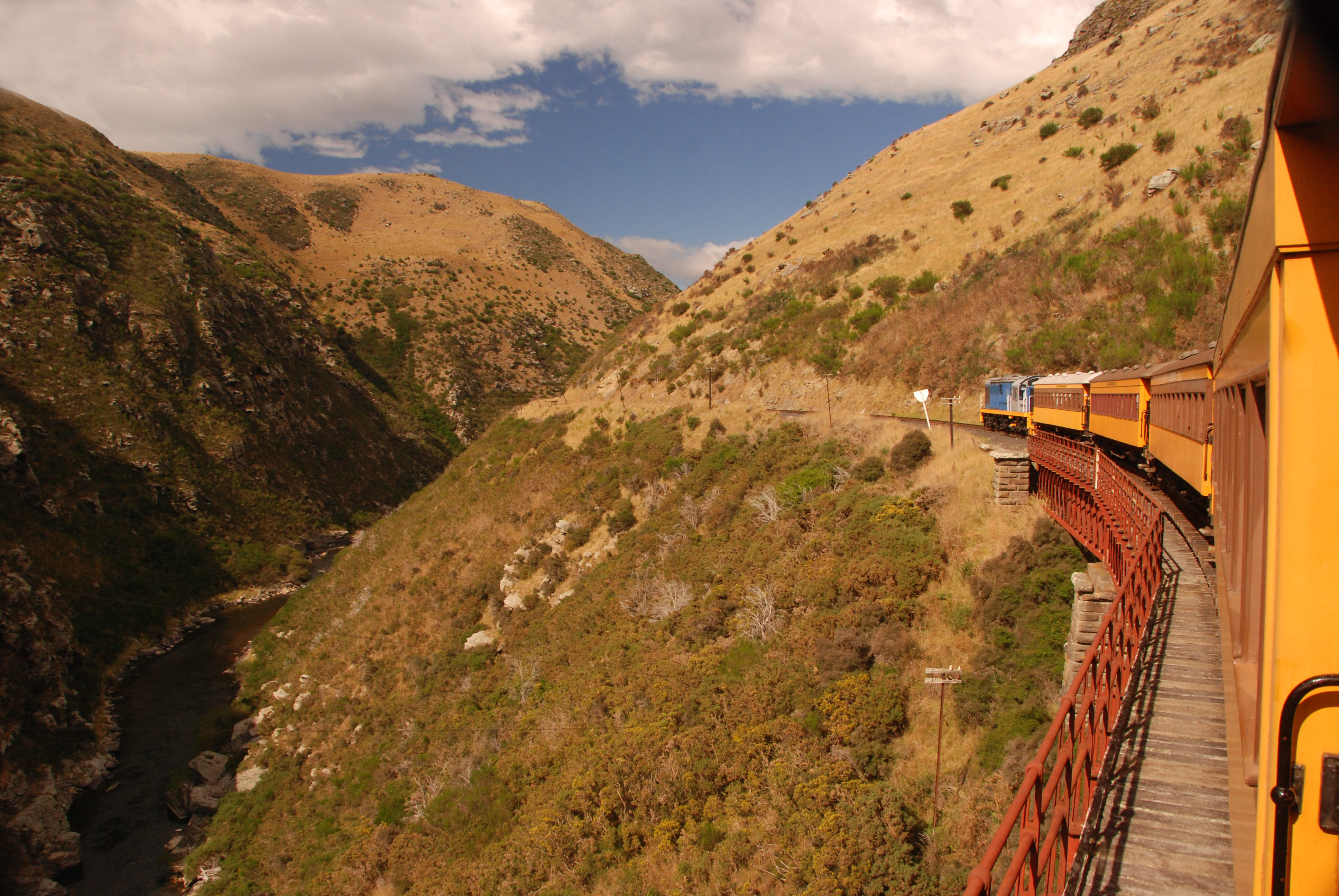
Un train au défilé du Taieri

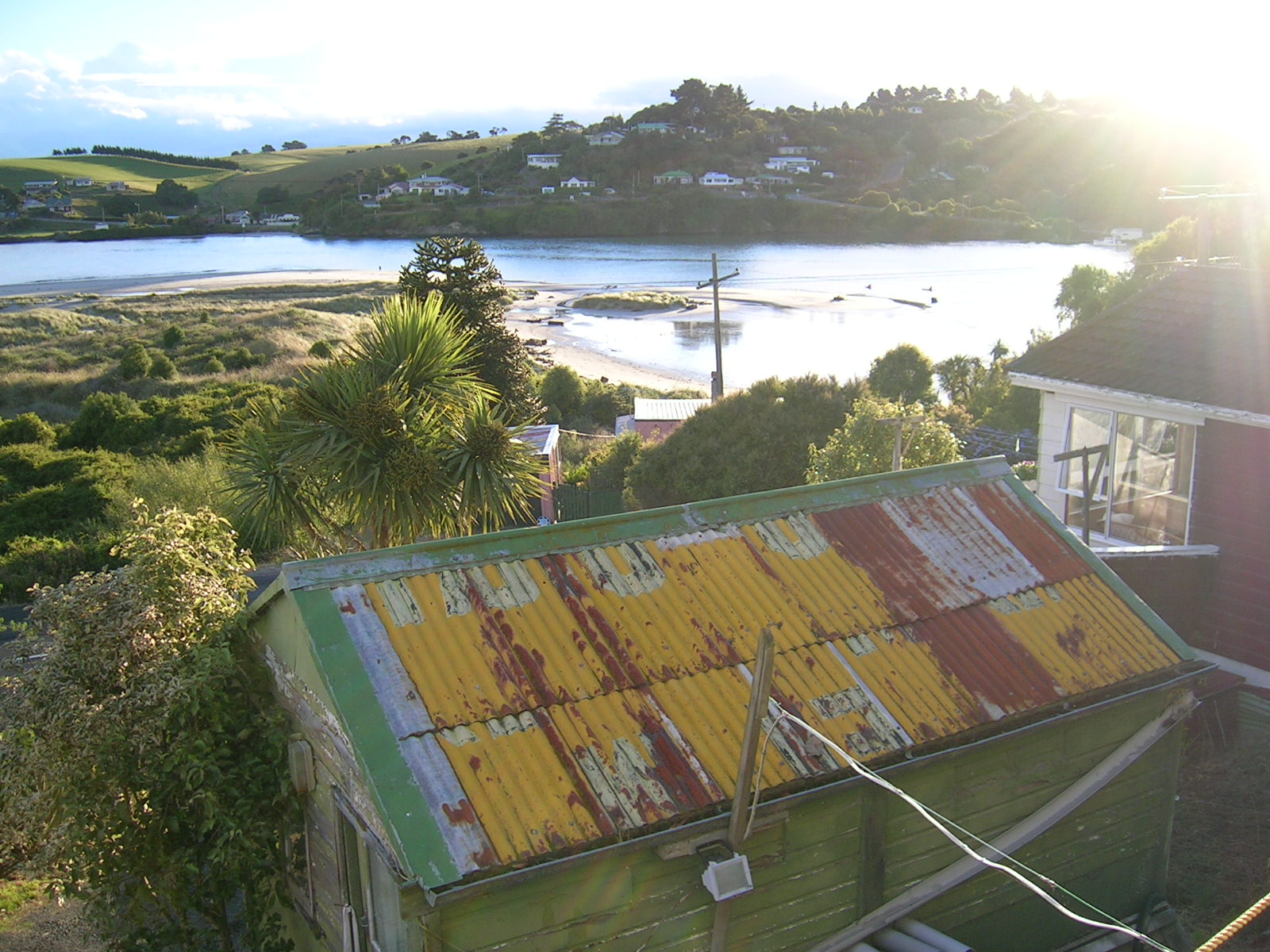
Cabane à Taieri Mouth

Les premiers kilomètres du Taieri sont tortueux, coulant en direction nord dans les plaines près de Paerau avant de passer par deux stations hydroélectriques un peu avant Patearoa et le Maniototo. Il tourne ensuite presque à 180°, entrant dans une large vallée glaciaire appelée la Strath Taieri, entourée de terrain assez accidenté. Au-dessus de cette vallée se forme régulièrement un nuage lenticulaire, le Taieri Pet. Le Taieri y coupe un défilé à pente à pic, le défilé du Taieri. Ce défilé est très connu pour sa ligne ferroviaire, le Taieri Gorge Railway, qui entre dans l'Otago central en prenant le chemin du défilé.
Les derniers kilomètres du Taieri se passent dans les plaines du Taieri, qui abritent la plus grande partie des terres agricoles de l'Otago. Son embouchure se trouve sur l'océan Pacifique au village de Taieri Mouth, à 30 km au sud de la ville de Dunedin. L'île de Taieri est situé dans le Pacifique, à plusieurs centaines de mètres de l'embouchure du fleuve.
Seulement les 20 derniers kilomètres du Taieri sont navigables. Parmi les villes sur ses rives on trouve Middlemarch, Outram, Mosgiel, Henley et Taieri Mouth.

## Affluents
Son affluent le plus important est le Waipori, qui rejoint le Taieri près de Henley sur les plaines du Taieri.

## Étymologie
Le nom du Taieri vient du maori, probablement de « taiari » (« marée du printemps »).

## Source
- (en) Taieri Trust